# Солич, Александр Алексеевич
Александр Алексеевич Солич (12 февраля 1958, Виноградов, Закарпатская область) — советский и российский рок-музыкант, автор песен.

## Биография

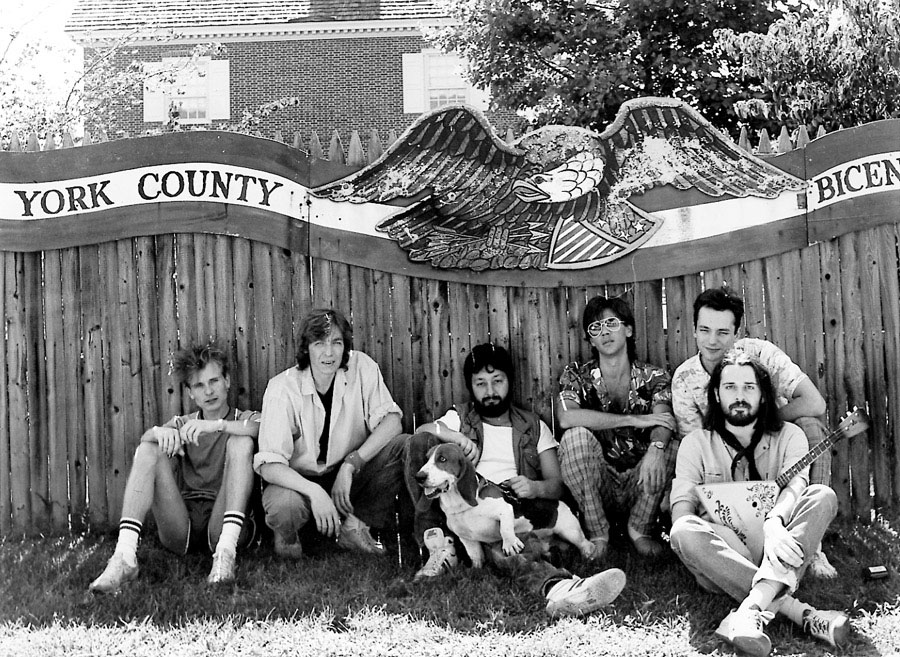
Гастроли по США. Начало мирового турне. Слева направо: А. Малинин, А. Лосев, С. Намин, Ю. Горьков, А. Солич, С. Воронов. 1986 год.

Родился 12 февраля 1958 года в городе Виноградово Закарпатской области в семье врачей. «Когда мне исполнилось два года, наша семья переехала в Мукачево. Этот город был известен в Советском Союзе производством клюшек и лыж. Мой отец был главным акушером-гинекологом города, а мама работала детским врачом, зав отделением».
Окончил музыкальную школу по классу скрипки в Мукачево, музыкальное училище по классу альта, Институт имени Гнесиных.
В 1976—1978 годы служил в Мукачевском отряде Западного пограничного округа, затем в Киеве в Ансамбле Песни и Пляски КЗПО.
С 1979 по 1983 год — работал в Закарпатской филармонии в ВИА «Музыки», солисткой которой была Татьяна Анциферова. В 1982 году руководитель ВИА «Музыки» Владимир Белоусов и Татьяна Анциферова переехали в Москву, а «Музыки» возглавил Александр Солич, но это уже была бледная тень знаменитого когда-то ансамбля.
В 1983 по 1988 годы выступал в составе «Группы Стаса Намина», где играл на бас-гитаре, фортепьяно, альте. В конце 1986 года Стас Намин, решивший собрать группу «Парк Горького», предложил Соличу место бас-гитариста, но в итоге остановился на кандидатуре Александра Минькова.
В 1988—1989 годы играл в группе «Лига Блюза». Соавтор музыки песен «Июльский блюз», «Развяжи мне руки».
В 1989 году вошёл в состав группы «Моральный кодекс», созданной при участии Стаса Намина. В группе получил прозвище «Староста» за особые организаторские способности и закарпатское происхождение.
Помимо «Морального Кодекса» много работал как сессионный музыкант. Александр Солич принимал участие в записи альбомов Юрия Антонова, Мишеля Леграна, Людмилы Сенчиной.
В 1993 году написал и издал книгу «Paper Dances» (Т&T Communications, Zurich AG).
В 2001 году написал и издал сборник «ПРО РОК „Продолжение традиций“» (Издательство R-CLUB). В 2002 году написал и издал книгу «Бумажные танцы» (Рекламная полиграфия, Мурманск)
В 2007 году совместно с Николаем Девлет-Кильдеевым и Игорем Джавад-Заде создал экспериментальное трио «КДС» и записал альбом «K.D.S». Выпустил эксклюзивным тиражом диск фортепианной музыки, участвовал в записи альбома Найка Борзова «СупермEND» и пластинки Валерии «Глаза цвета неба».
В 2013 году создал совместный проект с закарпатской певицей Мирославой Копинец. Они записывают закарпатские народные песни в исполнении Копинец, для которой Солич создавал современные аранжировки. В том же году был награждён второй премией на фестивале «Червона рута» за аранжировки к песням «Чотири воли пасу я» и «Джипсі-коломийка».

## Дискография
- 1994 — Несчастный случай — «Троды Плудов» (бас-гитара)
- 1995 — Ва-банкъ — «Живи-живое» (бас-гитара)
- 1995 — Валерия — «Анна» (бас-гитара)
- 1996 — Валерия — «Фамилия, часть 1»
- 1996 — Алексей Ермолин — «Один в поле»
- 1996 — Калинов Мост — «Белый огонь» (бас, альт, вокал, аранжировка)
- 1997 — Ва-банкъ — «Домой»
- 1997 — Стас Намин — «Кама Сутра»
- 1998 — Маша и Медведи — «Солнцеклёш» (бас-гитара)
- 1998 — Александр Иванов — «Когда вырастут крылья»
- 1999 — «Блуждающие пальцы» (сольный фортепианный альбом)
- 1999 — Ва-банкъ — «Нижняя тундра»
- 2000 — Найк Борзов — «СупермEND» (бас-гитара)
- 2000 — Четверг Арутюнова — «Четверг Арутюнова»
- 2001 — Валерия — «Глаза цвета неба» (бас-гитара)
- 2001 — Ва-банкъ — «Босиком на Луне» (продюсер)
- 2001 — Моральный Кодекс — «Хорошие Новости»
- 2002 — Найк Борзов — «Заноза» (бас-гитара)
- 2002 — Ундервуд — «Всё Пройдёт, Милая» (бас-гитара)
- 2005 — 21 грамм — «Догма» (бас-гитара)
- 2007 — «КДС» — «K.D.S»